# (1096) Reunerta
(1096) Reunerta – planetoida z pasa głównego asteroid okrążająca Słońce w ciągu 4 lat i 71 dni w średniej odległości 2,6 au. Została odkryta 21 lipca 1928 roku w Union Observatory w Johannesburgu przez Harry’ego Wooda. Nazwa planetoidy pochodzi od Theodore’a Reunerta, inżyniera górnictwa, przyjaciela odkrywcy. Przed nadaniem nazwy planetoida nosiła oznaczenie tymczasowe (1096) 1928 OB.